# Red (album de Taylor Swift)
Red este al patrulea album al cântăreței Taylor Swift, lansat pe 22 octombrie 2012. Titlul albumului se referă la emoțiile pe care Swift le-a avut în timpul creării albumului. Piesele discută sentimente complexe și contradictorii cauzate de o iubire pierdută.

## Lista pieselor
| Red — Standard edition |                                                           |                                    |                               |        |  |
| Nr.                    | Titlu                                                     | Textier(i)                         | Producător(i)                 | Durată |  |
| 1.                     | "State of Grace"                                          | Taylor Swift                       | - Nathan Chapman - Swift      | 4:55   |  |
| 2.                     | "Red"                                                     | Swift                              | - Dann Huff - Chapman - Swift | 3:43   |  |
| 3.                     | "Treacherous"                                             | - Swift - Dan Wilson               | Wilson                        | 4:02   |  |
| 4.                     | "I Knew You Were Trouble"                                 | - Swift - Max Martin - Shellback   | - Martin - Shellback          | 3:39   |  |
| 5.                     | "All Too Well"                                            | - Swift - Liz Rose                 | - Chapman - Swift             | 5:29   |  |
| 6.                     | "22"                                                      | - Swift - Martin - Shellback       | - Martin - Shellback          | 3:52   |  |
| 7.                     | "I Almost Do"                                             | Swift                              | - Chapman - Swift             | 4:04   |  |
| 8.                     | "We Are Never Ever Getting Back Together"                 | - Swift - Martin - Shellback       | - Martin - Shellback          | 3:13   |  |
| 9.                     | "Stay Stay Stay"                                          | Swift                              | - Chapman - Swift             | 3:25   |  |
| 10.                    | "The Last Time" (featuring Gary Lightbody of Snow Patrol) | - Swift - Lightbody - Jacknife Lee | Lee                           | 4:59   |  |
| 11.                    | "Holy Ground"                                             | Swift                              | Jeff Bhasker                  | 3:22   |  |
| 12.                    | "Sad Beautiful Tragic"                                    | Swift                              | - Chapman - Swift             | 4:44   |  |
| 13.                    | "The Lucky One"                                           | Swift                              | Bhasker                       | 4:00   |  |
| 14.                    | "Everything Has Changed" (featuring Ed Sheeran)           | - Swift - Sheeran                  | Butch Walker                  | 4:05   |  |
| 15.                    | "Starlight"                                               | Swift                              | - Huff - Chapman - Swift      | 3:40   |  |
| 16.                    | "Begin Again"                                             | Swift                              | - Huff - Chapman - Swift      | 3:57   |  |
| Durată totală:         | Durată totală:                                            | Durată totală:                     | Durată totală:                | 65:11  |  |